# Leben und sterben lassen (Roman)
Leben und sterben lassen  ist der zweite Roman der James-Bond-Reihe des britischen Autors Ian Fleming und wurde in England 1954 unter dem Titel Live and Let Die veröffentlicht. Auf Deutsch kam er  zuerst 1961 im Ullstein Verlag heraus und erschien 2012 bei Cross Cult erneut in einer neu übersetzten und erstmals vollständigen Ausgabe. Im Jahre 1973 erschien die gleichnamige Verfilmung, in der Roger Moore zum ersten Mal die Rolle des Geheimagenten übernahm.

## Handlung
007 James Bond wird auf Mr. Big angesetzt, den mächtigsten New Yorker Gangster und Agent der skrupellosen Geheimorganisation SMERSH.
In den Vereinigten Staaten tauchen tausende von Goldmünzen auf, die aus einem alten Piratenschatz stammen. Der MI6 hat den Verdacht, dass Mr. Big diesen Schatz zur Finanzierung der sowjetischen Spionage in Amerika nutzt. James Bond soll nun Mr. Big das Handwerk legen und die Quelle der Goldmünzen ausfindig machen.
Der 31-jährige James Bond fliegt im Jahr 1951 nach New York, wo er seinen alten Freund Felix Leiter trifft, der mit ihm als Vertreter der CIA zusammenarbeitet. Bond und Leiter wollen sich auf den Weg nach Saint Petersburg (Florida, USA) machen, um dort Mr. Bigs Motoryacht Secatur zu untersuchen, die regelmäßige Fahrten nach Jamaika und zurück macht und der Verdacht besteht, dass die Goldmünzen mit ihr über die See geschmuggelt werden. Vorher sehen sie sich etwas in Harlem um, um sich eine ungefähre Vorstellung von Mr. Bigs „Hinterhof“ zu machen.
Sie durchwandern mehrere Lokale, in denen sie auf den Aufenthalt von Mr. Big hoffen. In einer Bar fliegt ihre Tarnung auf und Mr. Big nimmt sie gefangen, wobei Bond auf ihn und seine schöne Assistentin Solitaire trifft, bei der Bond einen rettenden guten Eindruck hinterlässt. Nachdem Bond gefoltert wurde, gelingt es ihm und Leiter zu fliehen.
Nun müssen beide schnellstens verschwinden und nach Saint Petersburg fahren, da sie in New York von Mr. Big und seinen Handlangern gesucht werden. Bevor sie abreisen, wird Bond noch von Solitaire kontaktiert, die ihn bittet, sie aus den Fängen von Mr. Big zu befreien. Bond lässt sich darauf ein und fährt mit ihr mit dem Zug nach Saint Petersburg. Nur knapp entkommen sie einem Anschlag von Mr. Bigs Leuten.
In Saint Petersburg machen sich Bond und Leiter auf die Suche nach der Secatur. Im Hafen treffen die beiden auf The Robber, der sehr unhöflich ist und ein Lagerhaus vor unbefugten Eindringlingen bewacht, was ihren Verdacht verstärkt, dass sich die Goldmünzen in diesem Lagerhaus befinden. Sie kehren zurück in ihr Hotelzimmer, wo sie feststellen, dass Solitaire entführt wurde. Ratlos schläft Bond im Zimmer ein und Leiter macht sich alleine auf den Weg ins Lagerhaus, wo Robber ihn schnappt und den Haien zum Fraß vorwirft. Leiter überlebt deren Angriff, büßt dabei jedoch den linken Arm und ein Bein ein. Nun muss Bond alleine weitermachen und er beschließt, wie Leiter am Abend zuvor, das Lagerhaus zu untersuchen. Dort findet er heraus, dass die Goldmünzen in Behältern mit giftigen Fischen versteckt werden. Doch Bond wird von Robber überrascht und es kommt zu einem Gefecht, in dem Robber den Kürzeren zieht und ein ähnliches Schicksal wie Leiter erleidet, nur dass er dabei den Tod findet.
Bond fliegt nach Jamaika, um die Quelle der Goldmünzen zu finden, die auf einer Insel an der Küste zu sein scheint. Dabei trifft er auf den Cayman-Insulaner Quarrel, der mit ihm in der Bucht trainiert, und den Leiter des Geheimdienstes in Jamaika, John Strangways, der ihm spezielle Ausrüstung bereitstellt. Am Abend macht Bond ein gefährliches Tauchmanöver durch die Riffe zur Insel, wo er eine Haftmine an die Secatur anbringt und schließlich die Quelle findet, jedoch von Mr. Big erneut gefangen genommen wird.
Mr. Big scheint nun gesiegt zu haben, da Bond und Solitaire sich in seiner Gewalt befinden. Er droht sie umzubringen, indem er sie mit einem Seil hinter seiner Yacht herziehen will. Doch die Secatur explodiert rechtzeitig durch die Haftmine, bevor Mr. Big Bond und Solitaire durch die Riffe im Wasser ziehen kann, wo sie blutige Köder für die Haie gewesen wären. Das Blatt wendet sich und Bond muss schließlich zusehen, wie Mr. Big von den Haien und Barrakudas zerfleischt wird, während er sich und Solitaire retten kann.

## Hintergrund
In Irland wurde der Roman verboten. Dies kam jedoch der Publicity zugute.
In Deutschland erschien der Roman 1961 stark gekürzt beim Ullstein Verlag, übersetzt von Günter Eichel. Ab September 2012 veröffentlichte Cross Cult anlässlich des 50-jährigen Jubiläums der Filmreihe alle Romane chronologisch in einer vollständigen Neuübersetzung von Stephanie Pannen und Anika Klüver. Damit sind die Bücher erstmals mit den originalen Kapitelabschnitten und -überschriften auf Deutsch erhältlich.
Eine Verfilmung des Romans erschien 1973, mit Roger Moore als James Bond. Dies war Moores erster Auftritt in der Titelrolle. Die Handlung wurde an die siebziger Jahre angepasst, verändert und modernisiert. Im Film fehlt jeglicher Bezug zur Sowjetunion, stattdessen wird Mr. Big zum Decknamen von Kananga, dem Herrscher des fiktiven Karibikstaates San Monique, der mit Heroin handelt.
Einige der Handlungsdetails wurden in spätere Bond-Filme eingebaut. So wurden im Film In tödlicher Mission (1981) Bond und seine Partnerin an ein Seil gefesselt und durch Riffe gezogen, können aber dem geplanten Tod entrinnen. Die Verstümmelung Felix Leiters durch einen Hai und der Tod des dafür verantwortlichen Schurken durch denselben wurden in den Film Lizenz zum Töten (1989) übernommen.